# 雨晴駅
雨晴駅（あまはらしえき）は、富山県高岡市渋谷にある西日本旅客鉄道（JR西日本）氷見線の駅である。

## 歴史
- 1912年（明治45年）4月4日：中越鉄道 伏木駅 - 島尾駅間開通と同時に開業し、旅客及び貨物の取扱を開始する[1][2][3]。
- 1920年（大正9年）9月1日：中越鉄道の国有化により、鉄道省（国鉄）氷見軽便線の駅となる[4]。当駅は旅客、手荷物、小荷物及び大貨物の取扱を行う[4]。
- 1922年（大正11年）9月2日：軽便鉄道法廃止により氷見軽便線を氷見線に改称する[5]。
- 1959年（昭和34年）11月1日：営業範囲を改正し、車扱貨物の取扱を廃する[6]。
- 1960年（昭和35年）8月1日：営業範囲を改正し、手荷物及び小荷物の配達取扱及び小口扱貨物の取扱を廃する[7]。
- 1970年（昭和45年）6月25日：早朝・夜間の窓口を閉鎖し、改札を取り止め[8]。
- 1974年（昭和49年）10月1日：営業範囲を改正し、旅客及び荷物を取扱う駅となる[9]。
- 1982年（昭和57年）4月1日：営業範囲を改正し、荷物の取扱を廃する[10]。
- 1987年（昭和62年）4月1日：国鉄分割民営化によりJR西日本の駅となる[2]。
- 1991年（平成3年）7月1日：JR西日本の職員6名の配置を廃し、駅務を地元に委託する[11]。
- 2018年（平成30年）：春の青春18きっぷのテーマ駅に選ばれ、駅からの風景がポスターやチラシに用いられた[12]。
- 時期未定：簡易委託を解除し、無人化〈予定〉[13]。

## 駅構造

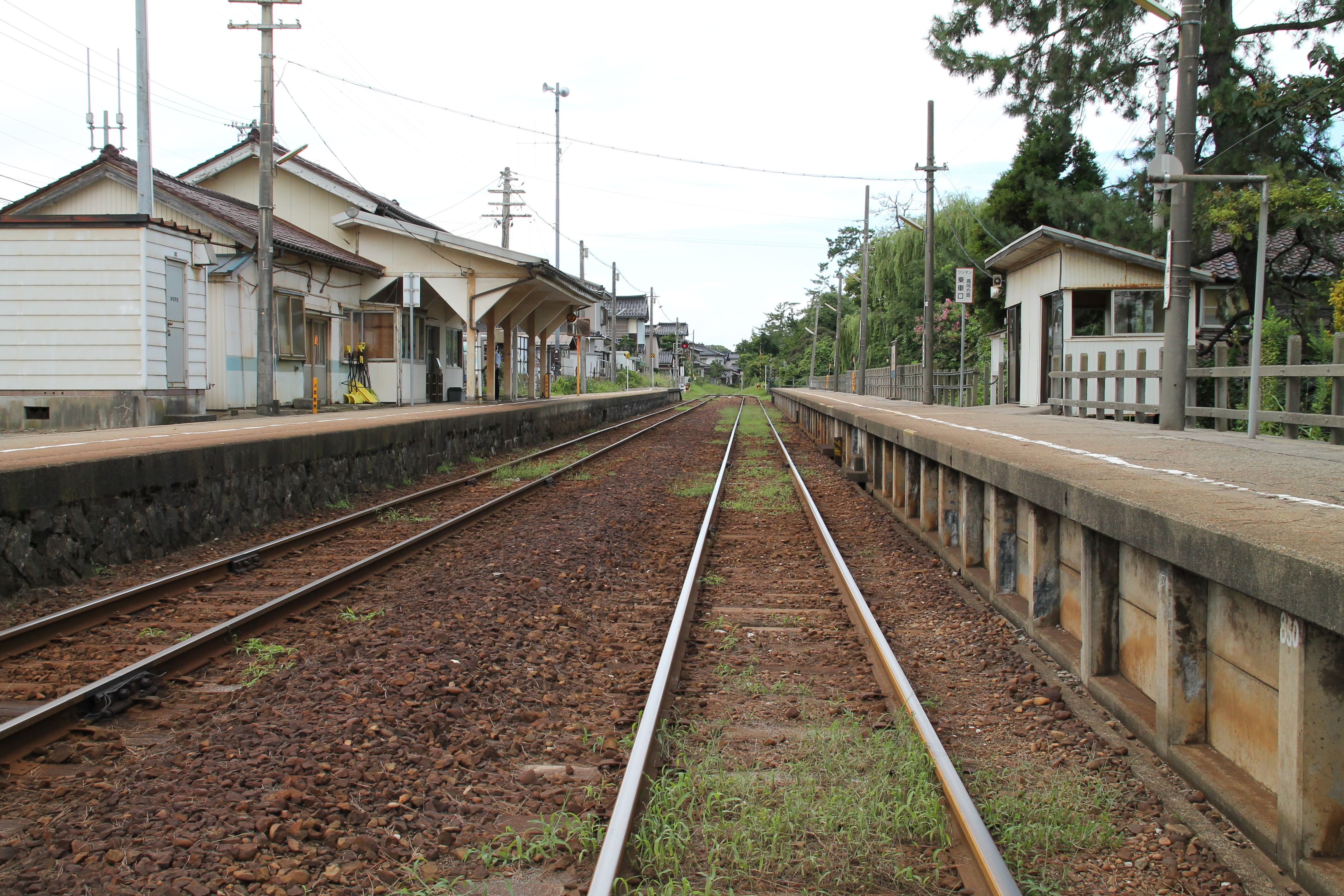
駅構内（構内踏切移設前）

相対式ホーム2面2線を持ち、列車交換が可能な地上駅である。隣のホームへは構内踏切にて連絡する。
北陸広域鉄道部管理下の簡易委託駅である。信号機の自動化に伴ってそれまで6名いた助役等の当駅職員の配置が廃止されることとなったため、地元の観光協会や自治会が雨晴駅振興会を結成して、1991年（平成3年）7月1日に駅務を受託した。構内には観光案内所が併設されており、自転車の貸出を行っている。
快速列車ベル・モンターニュ・エ・メール号の停車駅であり、同列車は当駅近辺の海岸を眺望し得る地点において約1分ほどの停車を行う。

### のりば
| のりば | 路線    | 方向 | 行先     |
| ------ | ------- | ---- | -------- |
| 1      | ■氷見線 | 下り | 氷見方面 |
| 2      | ■氷見線 | 上り | 高岡方面 |

## 利用状況
「富山県統計年鑑」と「高岡市統計書」によると、近年の1日平均乗車人員は以下の通りである。
| 年度   | 1日平均 乗車人員 |
| ------ | ---------------- |
| 1995年 | 230              |
| 1996年 | 218              |
| 1997年 | 206              |
| 1998年 | 195              |
| 1999年 | 184              |
| 2000年 | 170              |
| 2001年 | 141              |
| 2002年 | 131              |
| 2003年 | 103              |
| 2004年 | 85               |
| 2005年 | 79               |
| 2006年 | 80               |
| 2007年 | 70               |
| 2008年 | 79               |
| 2009年 | 83               |
| 2010年 | 84               |
| 2011年 | 70               |
| 2012年 | 72               |
| 2013年 | 65               |
| 2014年 | 55               |
| 2015年 | 67               |
| 2016年 | 65               |
| 2017年 | 75               |
| 2018年 | 80               |
| 2019年 | 80               |
| 2020年 | 54               |
| 2021年 | 65               |
| 2022年 | 78               |
| 2023年 | 93               |

## 駅周辺

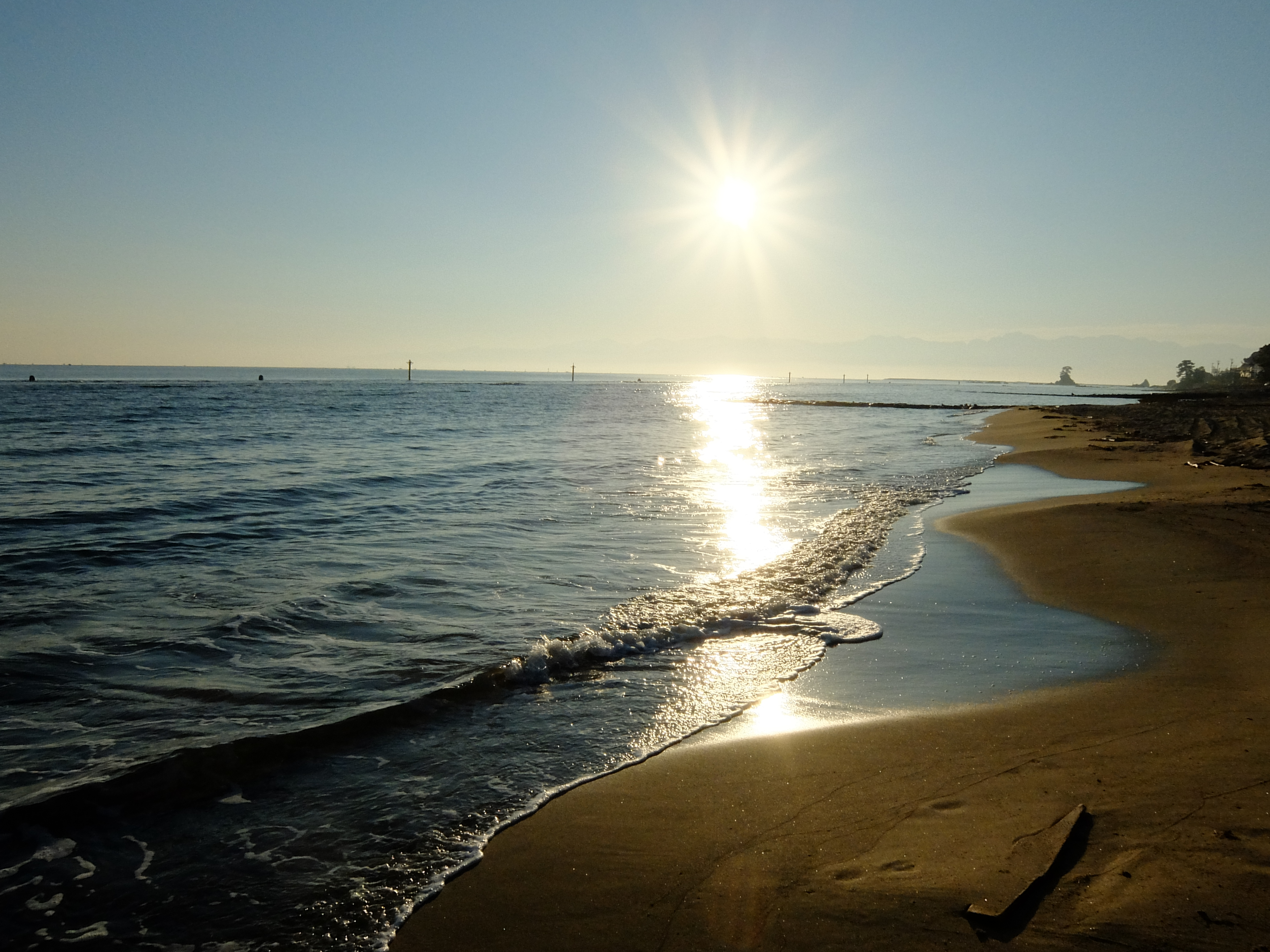
雨晴海岸（2014年9月）

- 雨晴海岸
- 雨晴海水浴場
- 道の駅雨晴
- 国道415号

## 隣の駅
西日本旅客鉄道（JR西日本）
■氷見線
越中国分駅 - 雨晴駅 - 島尾駅